# 천생초등학교
천생초등학교는 대한민국 경상북도 구미시에 있는 초등학교다.

## 학교 연혁
- 2006.06.14 구평동부초등학교로 설립 인가(39학급)
- 2007.03.01 천생초등학교 개교(초15, 유1학급)
- 2007.03.01 초대 김인달 교장 취임
- 2008.02.17 제1회 졸업
- 2008.03.01 경상북도교육청 지정 인성교육(교통안전)시범학교
- 2008.03.01 학급 증설2(초17, 유2학급)
- 2008.10.29 소방방재청·경상북도교육청 지정 안전교육 우수학교
- 2008.12.29 경상북도구미교육청 학교평가 우수교표창
- 2009.02.17 제2회 졸업
- 2009.03.01 학급 증설2(초19, 유2학급)
- 2010.02.17 제3회 졸업
- 2010.03.01 제2대 박종욱 교장 취임
- 2010.09.01 경상북도교육청 지정 사교육절감형 창의경영학교
- 2011.01.04 경상북도교육청 2010 바른인성교육 실천사례 연구대회 기관부문 장려
- 2011.01.18 경상북도구미교육지원청 보건급식 실적 우수 학교 선정
- 2011.02.17 제4회 졸업(졸업생 총 207명)
- 2011.03.01 학급 증설2(초20, 특수1, 유2학급) 경북교육청 지정 녹색교육실천학교
- 2011.03.01 경상북도교육청 지정 녹색교육실천학교
- 2011.12.13 경상북도교육청 학교평가 우수교
- 2012.02.16 제5회 졸업(졸업생 총 280명)
- 2012.03.01 학급 증설 (초21, 특수 2, 유2, 종일제2학급)
- 2012.08.24 운동장스탠드 차약막 설치
- 2012.12.26 경상북도교육청 학교평가 우수교
- 2013.02.14 제6회 졸업(졸업생 총 361명)
- 2013.03.01 학급증설 1(초22, 특수2, 유3 학급)
- 2013.09.05 교통안전 우수학교 선정
- 2014.02.19 제7회 졸업(졸업생 총439명)
- 2014.03.01 학급증설 2(초24, 특수2, 유3 학급)
- 2014.03.01 제3대 정흥조 교장 취임
- 2015.02.16 제8회 졸업(졸업생 총 513명)
- 2015.03.01 학급 증설(초 25, 특수2, 유3학급)
- 2015.08.25 제 4대 배인호 교장 취임